# Antonijs Černomordijs
Antonijs Černomordijs (* 26. září 1996, Daugavpils, Lotyšsko) je lotyšský fotbalový obránce a mládežnický reprezentant, momentálně hráč klubu BFC Daugavpils na hostování v polském týmu Lech Poznań.

## Klubová kariéra
- BFC Daugavpils (mládež)
- BFC Daugavpils 2013–
- →  Lech Poznań (hostování) 2014–

Černomordijs je odchovancem lotyšského klubu BFC Daugavpils, v A-týmu debutoval v roce 2013. V létě 2014 odešel na dvouleté hostování do polského klubu Lech Poznań.

## Reprezentační kariéra
Nastupoval za lotyšské mládežnické reprezentace U19 a U21.